# Дар'а (нохія)
Нохія Дар'а (араб. ناحية درعا) — нохія у Сирії, що входить до складу однойменної мінтаки Дар'а мухафази Дар'а. Адміністративний центр — місто Дар'а.
До нохії належать такі поселення:
- Дар'а → (Daraa);
- Атман → (Ataman);
- Кейхіл → (Kahil);
- Ан-Наїма → (al-Naimah);
- Насіб → (Nasib);
- Сайда → (Saida);
- Ат-Тейбе → (al-Taybeh);

Нохія Дар'а на мапі мінтака Дар'а

- Умм-аль-Маязен → (Umm al-Mayazen).